# Jewel (band)
Jewel is een Nederlandse heavy/speedmetal-band uit Haarlem, origineel geformeerd in 1982 onder de naam Sword. In 1986 werd de naam gewijzigd in Jewel. 
Onder de groepsnaam Sword steekt gitarist Henk Bakker in 1982 met onder andere bassist Erik Meyer een complete Beethovensymfonie in een hardrockjasje. 
Na de single I’ve Been Trying/Excalibur in 1984 en enkele bezettingswisselingen bestaat de ritmesectie vanaf 1985 uit drummer Henk Mulder en bassist Wim Smits. 
Onder de naam Jewel wordt in 1986 een compleet album opgenomen, maar geen enkele platenmaatschappij durft het aan de plaat uit te brengen.
Nieuwe zanger Rick Ambrose schrijft nieuwe teksten op bestaande songs en Jewel neemt een gedeelte van de nummers voor de eerste elpee opnieuw op. 
De resultaten zijn te horen op het in eigen beheer uitgebrachte minialbum La Morta (1988). 
In 1989 doet Jewel als een van de weinige Nederlandse band een tournee door de Sovjet-Unie. 
Na de uitgave van het livealbum Nou Al Moe? (1990) volgen diverse bezettingswisselingen. Met Arwin Vergers als nieuwe bassist wordt de cd Revolution In Heaven (1991) opgenomen, maar ook die brengt de groep niet het gehoopte succes. Persoonlijke conflicten lopen op en na een afscheidstournee valt in 1993 definitief het doek. 
Van het allerlaatste optreden verschijnt de video Pvgnandi Cavsa.

## Bezetting
Huidige leden
- Rick Ambrose - zanger
- Henky Backer (Henk Bakker) - gitarist
- Arwin Vergers - bassist
- Henk "Rammstein" Mulder - drummer

Voormalige leden
- Frankie Woodhouse (Frank Boshuizen) - drummer (1986-1992)
- Erik Meyer - bassist (1983)
- Peter Ort - zanger
- Nico Perreijn - zanger
- Wim Smits - bassist (1988)
- Antoine van der Linden - bassist

## Discografie
Demo's
- 1987 - La Morta!

Live opgenomen demo, zonder label
- 1992 - Heads Or Tails

 Kant Heads is een demo met onder meer nieuwe songs, Kant Tails is een Live akoestische registratie opgenomen in Den Haag, zonder label
Albums
- 1989 - Nou al Moe? The Monster Muppetshow Live In L. E.

L.E. staat voor Loose End, een club in Reeuwijk, Nederland. Het album is live opgenomen op 22 april 1989.
- 1991 - Revolution In Heaven, cd
- 2019 - Revolution In Heaven, vinyl

Ep's
- 1988 - La Morta

Opgenomen tussen november 1985 en november 1988 bij PRS Studios in Haarlem.

## Bron
- Muziekencyclopedie